# Провинс-хаус
Провинс-хаус — официальная резиденция, в которой с 1847 года заседает Законодательное собрание Острова Принца Эдуарда. Дом находится на перекрёстка улиц Ричмонд и Грейт-Джордж в Шарлоттауне; это второе старейшее местопребывание правительства Канады.

## История
Краеугольный камень здания был заложен в мае 1843 года, а его открытие состоялось в январе 1847 года. Строительство обошлось в 10 000 фунтов стерлингов и было спроектировано архитектором-самоучкой Айзеком Смитом из Йоркшира. Смит также разработал резиденцию вице-губернатора острова Принца Эдуарда. Здание построено местными мастерами в период процветания колонии. В ее архитектурных линиях присутствуют греческие и римские влияния, общие для общественных зданий в Северной Америке, построенных в эту эпоху.
С 1 по 7 сентября 1864 года Провинциальная палата сыграла важную роль в проведении на острове Принца Эдуарда Шарлоттаунской конференции, результатом которой стало создание Канадской конфедерации.
В 1973 году Parks Canada обратилась к правительству Острова Принца Эдуарда с предложением о совместном управлении и реставрации здания в знак признания его важной роли в истории Канады. В соответствии с последующим соглашением обе стороны согласились на 99-летний период совместного управления. Parks Canada оплатила реставрацию стоимостью 3,5 миллиона канадских долларов в 1979—1983 годах, которая включала восстановление части здания до состояния 1864 года. Законодательное собрание провинции занимает один конец здания, тогда как восстановленная Палата Конфедерации отображает комнату, где проходили заседания Шарлоттаунской конференции.
20 апреля 1995 года мощная самодельная бомба взорвалась под деревянным пандусом для инвалидных колясок на северной стороне Province House, разрушив стекла в окнах и вызвав незначительные структурные повреждения. Несколько прохожих получили ранения, а взрыв произошел всего через пять минут после того, как целый класс школьников, совершавших экскурсию по зданию, прошел через этот район. Взрыв произошел всего через день после взрыва в Оклахома-Сити и считается подражанием. Ответственность взяла на себя группа, называющая себя Loki 7; однако последующее полицейское расследование и уголовное судебное дело обвинили одного человека, Роджера Чарльза Белла.
В 2015 году здание Province House было закрыто на ремонт и реставрационные работы, которые, как ожидается, займут несколько лет, а законодательный орган переехал в соседнее здание Hon. George Coles Building. В мае 2023 года Управление парков Канады подтвердило, что ремонтные работы были отложены, и здание не откроется в этом году, как планировалось.

## Памятники и мемориалы

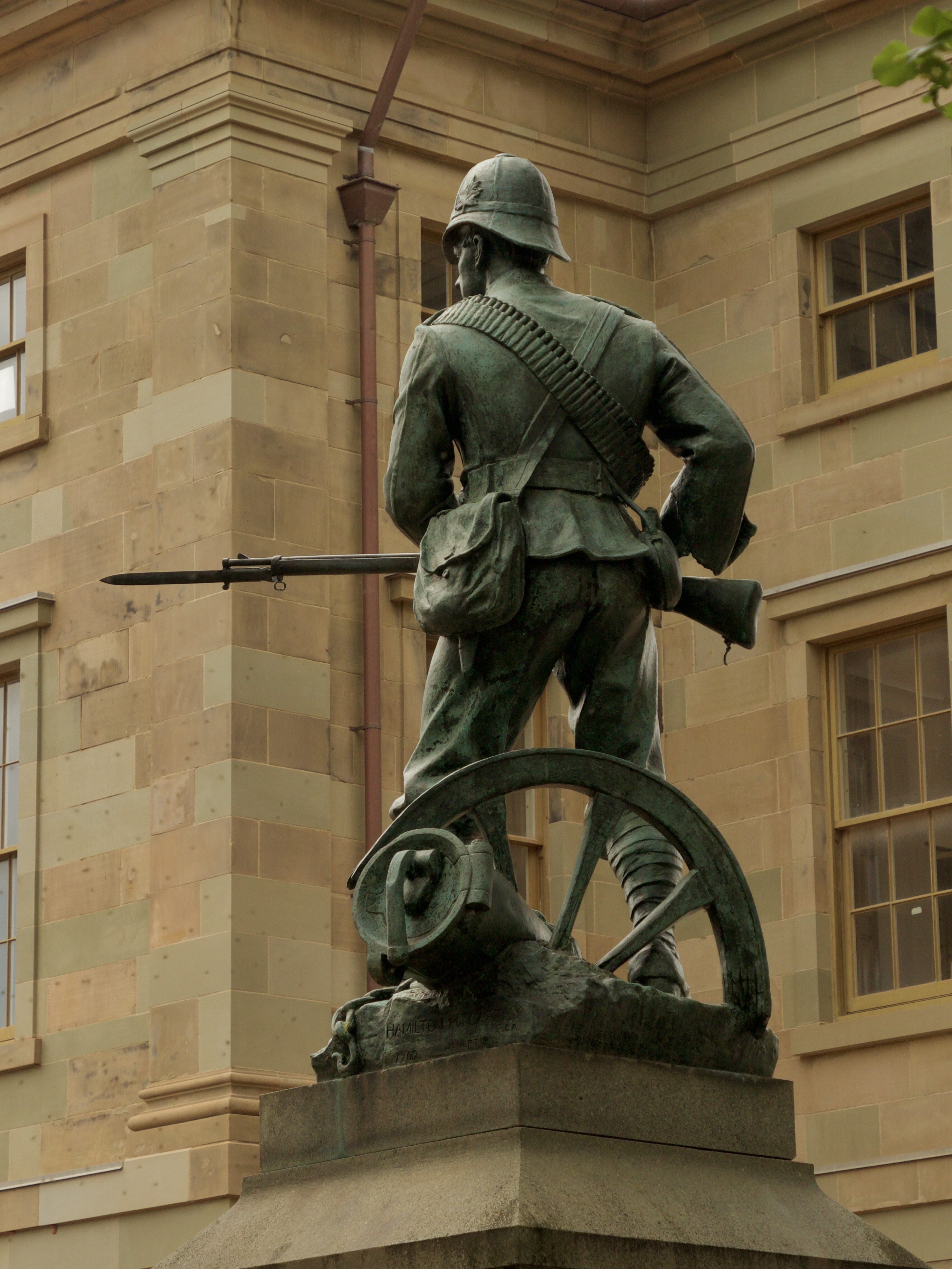
Памятник англо-бурской войны работы Гамильтона Маккарти за зданием Законодательного собрания

Перед зданием Законодательного собрания на Графтон-стрит находится Мемориал ветеранов Шарлоттауна, состоящий из трех солдат. Бронзовый мемориал работы Джорджа Уильяма Хилла чтит память погибших в двух мировых войнах и Корейской войне.
Мемориал англо-бурской войны, созданный Гамильтоном Маккарти, был воздвигнут в честь военнослужащих Королевского канадского полка, сражавшихся на стороне законодательного органа.
Вдоль стены здания расположен ряд мемориальных досок в память об отцах Конфедерации провинции:
- Эдвард Уэлан
- Томас Хит Хэвиленд
- Эдвард Палмер
- Джон Гамильтон Грей
- Эндрю Арчибальд Макдональд
- Уильям Генри Поуп
- Джордж Коулс

На территории законодательного органа также находится небольшая статуя мышонка Экхарта из детской сказки Дэвида Уила «Истинный смысл Крамбфеста».